# Manuel Mantilla
Manuel Mantilla Rodríguez (* 25. September 1973 in San Vicente, Provinz Guantánamo) ist ein ehemaliger kubanischer Amateurboxer im Fliegengewicht.

## Karriere
Manuel Mantilla wurde 1998 und 1999 Kubanischer Meister, gewann Goldmedaillen bei den Zentralamerika- und Karibikspielen 1993 in Ponce, Puerto Rico, den Goodwill Games 1994 in Sankt Petersburg, Russland, den Panamerikanischen Meisterschaften 1997 in Medellín, Kolumbien, den Weltmeisterschaften 1997 in Budapest, Ungarn, den Zentralamerika- und Karibikspielen 1998 in Maracaibo, Venezuela und dem Weltcup 1998 in Peking, China. 
Bei den Panamerikanischen Spielen 1999 in Winnipeg, Kanada, gewann er Bronze. Bei den Olympischen Spielen 2000 in Sydney, Australien, schied er erst im Viertelfinale auf dem 5. Platz aus.
Ihm gelangen im Laufe seiner Karriere unter anderem Siege gegen die späteren Profiweltmeister Eidy Moya, Eric Morel, Martín Castillo, Omar Narváez, Wachtang Dartschinjan, Yonnhy Pérez, Wladimir Sidorenko, Steve Molitor, Daniel Ponce de León und Alberto Rossel.